# Список об'єктів Світової спадщини ЮНЕСКО в Новій Зеландії
У списку об'єктів Світової спадщини ЮНЕСКО в новій Зеландії станом на 2015 рік налічується 3 об'єкти: 2 природного та 1 змішаного типу. Крім цього, станом на 2012 рік, 8 об'єктів на території Нової Зеландії перебувають серед кандидатів на включення до списку Світової спадщини.

## Список
У таблиці подано перелік об'єктів Світової спадщини ЮНЕСКО в Новій Зеландії в порядку їх включення до списку.
| № | Зображення | Назва                                             | Місцеположення                        | Тип       | Час створення | Час внесення до списку | Рег. №                                             | Критерії         |
| - | ---------- | ------------------------------------------------- | ------------------------------------- | --------- | ------------- | ---------------------- | -------------------------------------------------- | ---------------- |
| 1 |            | Національний парк Тонгаріро                       | Манавату-Вангануї                     | Змішаний  | 1894          | 1990                   | 421 [Архівовано 1 лютого 2011 у Wayback Machine.]  | vi, vii, viii    |
| 2 |            | Те-Вахіпоунаму — південний схід острова Південний | Саутленд                              | Природний | 1953          | 1990                   | 551 [Архівовано 3 січня 2011 у Wayback Machine.]   | vii, viii, ix, x |
| 3 |            | Субантарктичні острови Нової Зеландії             | Субантарктичні острови Нової Зеландії | Природний | —             | 1998                   | 877 [Архівовано 25 серпня 2018 у Wayback Machine.] | ix, x            |

## Попередній список
У таблиці об'єкти розташовано в порядку їхнього додавання до попереднього списку. У цьому списку вказані об'єкти, запропоновані урядом Нової Зеландії на занесення до списку Світової спадщини.
| # | Зображення | Назва | Розташування                     | Час створення | Рік внесення до списку | №                                                   | Критерії             |
| - | ---------- | --- | -------------------------------- | ------------- | ---------------------- | --------------------------------------------------- | -------------------- |
| 1 |            | Оклендський вулканічний район (англ. Auckland volcanic field) | Місто: Окленд Регіон: Окленд     | —             | 2007                   | 5120 [Архівовано 24 грудня 2015 у Wayback Machine.] | ii, iii, iv, v, viii |
| 2 |            | Води та морське дно Фіордленду (англ. Waters and seabed of Fiordland) | Регіон: Саутленд                 | —             | 2007                   | 5121 [Архівовано 24 грудня 2015 у Wayback Machine.] | vii, viii, ix, x     |
| 3 |            | Національний парк Кахурангі, Коса Прощання і Канаанський карст (англ. Kahurangi National Park, Farewell Spit and Canaan karst system)                                                                                                | Регіони: Вест-Кост, Тасман       | —             | 2007                   | 5122 [Архівовано 24 грудня 2015 у Wayback Machine.] | vii, viii, ix, x     |
| 4 |            | Територія басейну річки Керікері (англ. Kerikeri Basin historic precinct) | Регіон: Нортленд                 | XIX століття  | 2007                   | 5123 [Архівовано 24 грудня 2015 у Wayback Machine.] | ii, iii, iv, v, vi   |
| 5 |            | Острови Кермадек та природний резерват (англ. Kermadec Islands and Marine reserve) | Острів: Кермадек                 | —             | 2007                   | 5124 [Архівовано 24 грудня 2015 у Wayback Machine.] | vii, viii, ix, x     |
| 6 |            | Історична забудова Нейпіра в стилі ар-деко (англ. Napier Art Deco historic precinct) | Регіон: Хокс-Бей                 | 1930          | 2007                   | 5125 [Архівовано 24 грудня 2015 у Wayback Machine.] | ii, iv, vi           |
| 7 |            | Північно-Східні острови (англ. Whakarua Moutere (North East Islands)): * Острови Три-Кінгс * Резерват Норт-Кейп * Острови Пур-Найтс * Хен-енд-Чікенс * Мокохінау * Літтл-Барр'єр * Острів Кув'є * Острови Мерк'юрі * Острів Алдерман | Регіон: Нортленд                 | —             | 2007                   | 5126 [Архівовано 24 грудня 2015 у Wayback Machine.] | vii, viii, ix, x     |
| 8 |            | Місце підписання договору Вайтангі (англ. Waitangi Treaty Grounds historic precinct) | Місто: Вайтангі Регіон: Нортленд | XIX століття  | 2007                   | 5127 [Архівовано 24 грудня 2015 у Wayback Machine.] | i, ii, iii, iv, vi   |